# 155-я улица (линия Конкорс, Ай-эн-ди)
|   |     |     |     |   |
| · | · л | · э | · л | · |

|   |     |     |     |   |
| · | · л | · э | · л | · |

«155-я улица» (англ. 155th Street) — станция Нью-Йоркского метрополитена, расположенная на линии Конкорс, Ай-эн-ди. Станция находится в Манхэттене, в округе Гарлем, на пересечении Западной 155-й улицы и Фридерик-Дуглас-Бульвара (он же 8-я авеню). На станции останавливаются маршруты B (в часы пик) и D (круглосуточно, кроме часов пик в пиковом направлении). Станцию проходит без остановки маршрут D (в часы пик в пиковом направлении). Эта станция — единственная на линии, расположенная в Манхэттене, к северу тоннель уходит под Гарлем-Ривер в Бронкс.

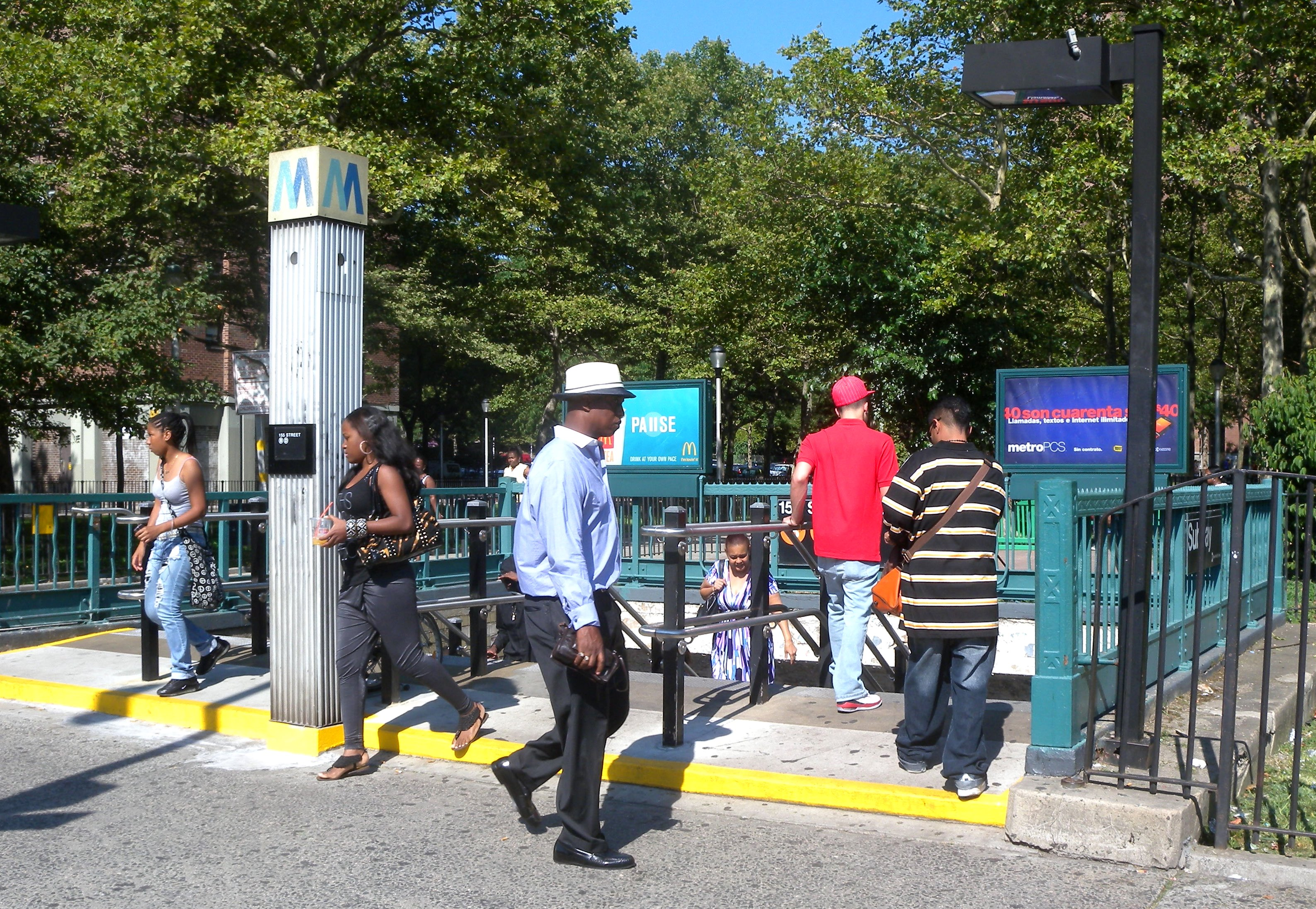
Вход на станцию

Эта станция была открыта 1 июля 1933 год в составе первой очереди IND Concourse Line. Она представлена двумя боковыми платформами, расположенными на трёхпутном участке пути. Платформами оборудованы только внешние локальные пути. Колонны на станции покрашены в жёлтый цвет. Название станции представлено как в виде стандартных чёрных табличек на колоннах, так и мозаикой на стенах.
Станция обладает мезонином, который расположен над путями и платформами во всю длину последних. Тем не менее, для пассажиров открыта только северная часть мезонина, откуда на каждую платформу ведёт по две лестницы. На каждой из платформ помимо этих существует и большое количество других, ныне закрытых, лестниц. Турникетный павильон расположен в мезонине и представлен обычными турникетами и одним полноростовым турникетом, работающим только на выход пассажиров. Из мезонина в город ведёт лестница: на Фридерик-Дуглас-Бульвара (8-я авеню) между Западной 155-й улицей и Харлем-ривер-драйв. Лестница очень широкая, так как на станции раньше был большой пассажиропоток в связи с нахождением поблизости «Polo Grounds» (стадион снесён в 1964 году). Рядом со станцией располагается «Ракер-парк».